# هنسولت
هنسولت (به آلمانی: Hensoldt) یک شرکت چند ملیتی است که در زمینه فناوری‌های سنسور برای مأموریت‌های محافظت و نظارت در بخش‌های دفاعی، امنیتی و هوافضا متمرکز می‌باشد، دفتر مرکزی این شرکت در تاوف کیرشن نزدیک مونیخ در آلمان قرار دارد. محصولات اصلی آن رادار، اپتوالکترونیک و محصولات اویونیک هستند.